# 덴덴무Chu!
덴덴무Chu!(でんでんむChu!)는 일본의 아이돌 그룹 AKB48, HKT48 그룹의 멤버가 결성한 3인조 아이돌 그룹이다.

## 구성원
- 무라야마 유이리 (AKB48) - 리더, 최연장자
- 무카이치 미온 (AKB48) - 서브리더
- 타니구치 메구 (AKB48) - 최연소

### 전 구성원
- 오오와다 나나 (AKB48 팀A)
- 카와모토 사야 (AKB48 팀4)
- 야부키 나코 (HKT48 팀H)
- 타나카 미쿠 (HKT48 팀KIV)

## 수록 음반
1. 카프카와 덴덴무Chu! (カフカとでんでんむChu!)
  - AKB48 40th 싱글 「보쿠타치와타타카와나이(僕たちは戦わない)」에 수록.
2. 그때부터 나는 공부가 손에 잡히지 않는다 (あれから僕は勉強が手につかない)
  - AKB48 3rd 베스트 앨범 「0과 1 사이(0と1の間)」에 수록.